# Bệnh Alzheimer
Bệnh Alzheimer, hoặc đơn giản là Alzheimer, là một bệnh thoái hóa thần kinh thường khởi phát từ từ và ngày càng trở nên nghiêm trọng. Bệnh chiếm 60–70% nguyên nhân dẫn đến mất trí. Triệu chứng ban đầu phổ biến nhất là việc khó nhớ lại những sự kiện gần đây. Khi bệnh trở nặng, người bệnh có thể gặp khó khăn về ngôn ngữ, mất phương hướng (bao gồm việc dễ đi lạc), thay đổi tâm trạng thất thường, mất động lực, bỏ bê bản thân và gặp vấn đề về hành vi. Khi tình trạng của người bệnh xấu đi, họ thường thu mình khỏi người thân và xã hội. Dần dần, người bệnh mất các chức năng của cơ thể và cuối cùng tử vong. Mặc dù tốc độ phát triển của bệnh có thể khác nhau, người bệnh thường sống thêm được từ 3 đến 9 năm sau khi được chẩn đoán mắc bệnh.
Nguyên nhân của căn bệnh hiện vẫn đang được tìm hiểu, và hiện tại vẫn chưa rõ làm thế nào mà một người lại có thể mắc căn bệnh, nhưng dựa theo một số giả thuyết của bác sĩ thay thế, nguyên nhân có thể do việc ngấm các chất độc lâu dài từ việc ăn uống, thức đêm liên tục, thiếu ngủ, thiếu máu lâu ngày, nhiễm độc như ngộ độc chì, Cadimi,... Ngoài ra, còn có các yếu tố nguy cơ khác được cho là có khả năng gây bệnh khác, bao gồm tiền sử chấn thương đầu, trầm cảm lâm sàng và cao huyết áp. Quá trình gây ra bệnh chủ yếu có liên hệ với các mảng amyloid, các đám rối sợi thần kinh cũng như sự mất kết nối nơron trong não bộ. Có thể chẩn đoán Alzheimer một cách tương đối dựa trên tiền sử bệnh và kiểm tra nhận thức kết hợp với chụp chiếu và xét nghiệm máu để loại trừ các khả năng khác. Các triệu chứng ban đầu thường bị nhầm với dấu hiệu lão hóa thông thường. Để chẩn đoán bệnh một cách chắc chắn cần phải xét nghiệm mô não, nhưng việc này chỉ có thể được tiến hành sau khi người bệnh đã tử vong. Chế độ dinh dưỡng hợp lý, vận động cơ thể và tương tác xã hội–những yếu tố đã cho thấy là mang lại lợi ích đối với quá trình lão hóa nói chung–có thể giúp giảm thiểu nguy cơ suy giảm nhận thức và Alzheimer; tính đến năm 2019, các thử nghiệm lâm sàng đang được tiến hành nhằm đánh giá các khả năng này. Chưa có thuốc hay thực phẩm chức năng nào được chứng minh là có thể giảm thiểu nguy cơ mắc bệnh.
Hiện không có phương pháp điều trị nào có khả năng ngăn chặn hoặc đảo ngược diễn tiến của bệnh, tuy một số biện pháp có thể tạm thời cải thiện các triệu chứng. Người bệnh phải dựa vào sự hỗ trợ của người khác ngày một nhiều hơn, từ đó đặt gánh nặng lên người chăm sóc mình. Những áp lực này có thể mang tính xã hội, tâm lý, vật lý và kinh tế. Các chương trình vận động cơ thể có thể mang lại lợi ích trên phương diện sinh hoạt hàng ngày và có tiềm năng cải thiện kết quả. Các vấn đề về hành vi hoặc tình trạng loạn tâm thần do mất trí gây ra thường được điều trị bằng thuốc chống loạn thần, nhưng việc này thường không được chỉ định bởi lợi ích mang lại không đáng kể trong khi nguy cơ tử vong sớm lại cao hơn.
Tính đến năm 2015, có khoảng 29,8 triệu người mắc Alzheimer trên toàn thế giới. Tính đến năm 2020, khoảng 50 triệu người mắc một trong các dạng mất trí. Bệnh thường khởi phát ở những người từ 65 tuổi trở lên, tuy nhiên có đến 10% trường hợp khởi phát bệnh sớm khi các triệu chứng xuất hiện ở độ tuổi từ 30 đến 60. Nữ giới mắc bệnh nhiều hơn nam giới. Bệnh xuất hiện ở khoảng 6% người từ 65 tuổi trở lên. Năm 2015, tất cả các bệnh mất trí dẫn đến khoảng 1,9 triệu ca tử vong. Bệnh được đặt tên theo bác sĩ tâm thần và nhà bệnh lý học Alois Alzheimer, người đầu tiên miêu tả bệnh vào năm 1906. Alzheimer là một gánh nặng lớn về kinh tế với xã hội, tương đương với ung thư và bệnh tim mạch, khi tiêu tốn 200 tỉ đô la Mỹ riêng ở Hoa Kỳ.

## Đặc điểm
Bệnh được chia thành bốn giai đoạn, với những thay đổi nhận thức và suy yếu các chức năng.

### Giai đoạn trước khi mất trí nhớ
Các triệu chứng đầu tiên thường bị nhầm lẫn là có liên quan đến lão hóa hoặc stress. Các kiểm tra tâm lý kỹ lưỡng có thể cho thấy những khó khăn nhỏ trong nhận thức có thể xảy ra từ tối đa 8 năm trước khi bệnh nhân có đầy đủ triệu chứng để được chẩn đoán là mắc bệnh Alzheimer. Những triệu chứng sớm có thể ảnh hưởng đến những sinh hoạt hàng ngày phức tạp nhất. Đáng chú ý nhất là giảm trí nhớ như khó khăn trong việc nhớ các sự kiện gần đây đã học được và không có khả năng để tiếp thu các thông tin mới.
Một số triệu chứng thoáng qua với các chức năng điều hành não bộ về sự chú ý, khả năng lập kế hoạch, tính linh hoạt, và tư duy trừu tượng, hoặc suy yếu trong bộ nhớ dữ liệu (semantic memory - bộ nhớ của ý nghĩa và mối quan hệ giữa các khái niệm) có thể thấy trong giai đoạn sớm của bệnh Alzheimer. Sự thờ ơ cũng có thể thấy ở giai đoạn này, đồng thời cũng là đặc điểm thần kinh - tâm lý học kéo dài suốt quá trình tiến triển bệnh. Giai đoạn tiền lâm sàng của bệnh còn được gọi là suy giảm nhận thức nhẹ, nhưng liệu cách gọi đó có đúng cho các giai đoạn chẩn đoán khác hay việc xác định bước đầu tiên của bệnh Alzheimer hay không thì vẫn còn đang được tranh cãi.

### Giai đoạn nhẹ
Ở bệnh nhân Alzheimer, sự suy giảm ngày càng tăng về trí nhớ và khả năng học hỏi là yếu tố để chẩn đoán xác định bệnh. Ở một phần nhỏ bệnh nhân, triệu chứng khó khăn về ngôn ngữ, khó khăn về chức năng điều hành, nhận thức (agnosia), hoặc chức năng thực hiện các hoạt động (apraxia) biểu hiện rõ hơn là suy giảm trí nhớ. Bệnh không ảnh hưởng đến tất cả các chức năng ký ức đồng đều nhau. Những kỷ niệm xưa, những điều đã được học (ngữ nghĩa, khái niệm…), và tiềm thức (trí nhớ về cách làm một số việc, ví dụ như cách dùng dĩa để ăn) bị ảnh hưởng ở một mức độ ít hơn những sự kiện vừa mới diễn ra.
Những vấn đề về ngôn ngữ chủ yếu là giảm vốn từ vựng và giảm sự lưu loát, dẫn đến suy giảm khả năng ngôn ngữ nói và viết. Trong giai đoạn này, người bệnh Alzheimer vẫn có khả năng giao tiếp cơ bản.. Mặc dù họ vẫn thực hiện được các chức năng vận động như viết, vẽ hoặc mặc quần áo, nhưng một số khó khăn bắt đầu xuất hiện trong việc phối hợp cử động và lên kế hoạch, song những biểu hiện đó thường không được để ý tới. Khi bệnh tiến triển, bệnh nhân thường vẫn có thể tự làm được nhiều việc, nhưng có thể cần giúp đỡ hoặc giám sát khi thực hiện các chức năng cần suy nghĩ.

### Giai đoạn khá nặng
Sự thoái hóa tiến triển dẫn đến giảm khả năng tự lập, người bệnh mất dần khả năng thực hiện những vận động sinh hoạt hàng ngày. Khó khăn về ngôn ngữ rõ ràng hơn với những biểu hiện như không thể nhớ từ vựng, dẫn đến việc thường xuyên dùng sai từ thay thế (paraphasia). Khả năng đọc viết cũng mất dần. Khả năng phối hợp những chuỗi cử động phức tạp cũng giảm dần theo thời gian bệnh tiến triển, vì thế nên khả năng bị ngã cũng tăng lên. Trong giai đoạn này, các vấn đề ký ức trở nên kém dần đi, bệnh nhân có thể không nhận ra những người thân. Trí nhớ dài hạn cũng bị giảm dần, dù trong giai đoạn trước vẫn còn chưa bị ảnh hưởng.
Thay đổi trong hành vi và tâm lý cũng rõ hơn. Những biểu hiện thường gặp là đi lang thang, khó chịu và bất ổn, dẫn đến khóc, bùng nổ hoặc hung hăng một cách không chủ định, hoặc phản kháng lại sự chăm sóc của người thân. Hội chứng thay đổi tính khí lúc hoàng hôn có thể xuất hiện. Khoảng 30% bệnh nhân bị ảo giác. Bệnh nhân cũng không nhận thức được bệnh tình của bản thân mình và mất kiểm soát chức năng tiêu tiểu. Những triệu chứng này gây stress cho người thân hoặc người chăm sóc bệnh nhân. Điều đó có thể giảm bớt nếu thay việc chăm sóc bệnh nhân tại nhà bằng việc chuyển bệnh nhân đến các cơ sở điều dưỡng dài hạn.

### Giai đoạn nặng
Trong giai đoạn cuối, bệnh nhân hoàn toàn phụ thuộc vào người chăm sóc. Ngôn ngữ giảm thiểu chỉ còn các cụm từ đơn giản hoặc thậm chí là những từ đơn lẻ, cuối cùng dẫn đến hoàn toàn mất tiếng nói. Dù đã mất khả năng ngôn ngữ bằng lời nói, bệnh nhân thường có thể hiểu và đáp lại các tín hiệu cảm xúc. Mặc dù sự hung hăng còn xuất hiện, nhưng sự thờ ơ và kiệt sức hoàn toàn vẫn biểu hiện nhiều hơn. Bệnh nhân cuối cùng không thể thực hiện ngay cả những công việc đơn giản nhất mà không cần trợ giúp. Việc thoái hóa các khối cơ và cử động dẫn đến việc người bệnh phải nằm liệt giường và mất khả năng tự ăn uống. Người bệnh Alzheimer sau đó thường sẽ chết bởi các tác nhân bên ngoài như nhiễm trùng các vết loét do nằm lâu ngày, viêm phổi... chứ không phải do bản thân bệnh.

## Nguyên nhân
Các nhà khoa học đã đưa ra một số giả thuyết để giải thích nguyên nhân của bệnh này. Giả thuyết cổ điển nhất là giả thuyết về hệ thống truyền đạt thần kinh bằng acetylcholin (cholinergic), giả thuyết này là cơ sở cho đa số các loại thuốc điều trị hiện nay. Nó đề xuất rằng bệnh Alzheimer là do giảm tổng hợp của chất truyền đạt thần kinh acetylcholin. Tuy nhiên giả thuyết cholinergic đã không được ủng hộ gần đây, chủ yếu vì thuốc dùng để điều trị thiếu hụt acetylcholine thực sự không có hiệu quả đối với bệnh nhân. Các hiệu ứng liên quan đế hệ thống truyền đạt thần kinh bằng acetylcholin khác cũng được đề xuất, như việc tích tụ số lượng lớn các amyloid, dẫn đến việc viêm thần kinh lan dần.
Năm 1991, giả thuyết amyloid cho rằng sự tích tụ của amyloid beta (Aβ) là nguyên nhân cơ bản của bệnh. Một cơ sở ủng hộ giả thuyết này là do vị trí của gen sản xuất protein tiền chất amyloid (APP) nằm trên nhiễm sắc thể 21 trong khi những người mắc hội chứng Down (có 3 nhiễm sắc thể 21) tức là có thêm 1 phiên bản của gen APP thì hầu hết đều mắc bệnh Alzheirmer ở độ tuổi trên 40. Đồng thời, đột biến gen APOE4, một yếu tố nguy cơ di truyền của bệnh Alzheimer, gây ra việc tích tụ quá nhiều amyloid trong não trước khi có các biểu hiện của bệnh Alzheimer xuất hiện. Vì vậy sự tích tụ Aβ luôn có trước các biểu hiện bệnh Alzheimer trên lâm sàng. Một bằng chứng nữa là ở chuột bị biến đổi gen để biểu hiện 1 dạng đột biến của gen APP ở người đã cho thấy có các đám rối sợi amyloid và các bệnh lý của não tương tự trong bệnh Alzheimer như sự suy giảm khả năng học hỏi về không gian.
Một loại vắc-xin thử nghiệm đã cho thấy khả năng loại bỏ các mảng rối amyloid trong 1 giai đoạn thử nghiệm lâm sàng sớm trên con người, nhưng nó không có tác động đáng kể đến việc mất trí nhớ. Các nhà nghiên cứu đã dẫn đến nghi ngờ những đoạn Aβ ngắn - tập hợp của một số đơn phân Aβ (không phải dạng mảng) là dạng Aβ gây bệnh chủ yếu. Những đoạn ngắn này có độc tính, còn được gọi là phối tử có nguồn gốc amyloid khuếch tán được (amyloid-derived diffusible ligands (ADDLs)). Chúng liên kết với thụ thể bề mặt của nơ-ron thần kinh và thay đổi cấu trúc của khớp thần kinh (xy-náp thần kinh), do đó ngăn cản dẫn truyền tín hiệu thần kinh. Một thụ thể của Aβ có thể là protein prion, cùng loại protein có liên quan đến bệnh bò điên và 1 bệnh tương tự ở người là bệnh Creutzfeldt-Jakob, do đó có sự liên quan giữa các cơ chế của các bệnh thần kinh đó với cơ chế của bệnh Alzheimer.
Trong năm 2009, lý thuyết này đã được cập nhật rằng một họ hàng gần của protein amyloid beta (không nhất thiết phải là chính amyloid beta) có thể là thủ phạm chính trong căn bệnh này. Lý thuyết này cho rằng một cơ chế liên quan với amyloid - có tác dụng cắt bỏ bớt các cầu nối thần kinh trong não bộ trong giai đoạn phát triển nhanh chóng ở trẻ con - có thể bị kích hoạt bởi quá trình lão hóa sau này, làm mất dần tế bào thần kinh ở bệnh Alzheimer. N-APP, một đoạn ở phía đầu amine của protein APP, nằm cạnh đoạn amyloid beta và được cắt bỏ khỏi APP bởi cùng một loại enzyme. N-APP kích hoạt chuỗi phản ứng tự hủy bằng cách bám vào một thụ thể thần kinh gọi là thụ thể chết 6 (DR6, hay còn gọi là TNFRSF21). DR6 được biểu hiện nhiều ở những vùng não bị ảnh hưởng nhiều nhất bởi bệnh Alzheimer, vì vậy rất có thể chuỗi phản ứng N-APP/DR6 của quá trình lão hóa của não đã bị kích hoạt để gây bệnh. Trong mô hình này, amyloid beta đóng vai trò bổ sung, bằng cách làm giảm chức năng xy-náp.
Một nghiên cứu vào năm 2004 đã thấy rằng sự tích tụ các mảng amyloid không tương quan nhiều lắm với việc mất các nơ-ron. Nghiên cứu đó hỗ trợ cho giả thuyết tau là các thể bất thường của protein tau khởi đầu cho chuỗi phản ứng gây bệnh. Trong mô hình này, các protein tau bị photphorylate hóa quá nhiều sẽ bắt cặp với các sợi tau khác. Cuối cùng, chúng hình thành các đám rối sợi thần kinh (neurofibrillary tangles) bên trong thân tế bào thần kinh. Khi điều đó xảy ra, các vi ống tế bào (microtubule - là thành phần cấu tạo của khung xương tế bào) bị tan rã, làm hỏng hệ thống vận chuyển của nơ ron. Điều này đầu tiên sẽ làm hỏng các chức năng liên lạc hóa sinh giữa các nơ-ron và sau đó gây chết tế bào.
Virus Herpes simplex loại 1 cũng được cho là một nguyên nhân gây bệnh ở những người mạng gen apoE nhạy cảm với virus này.
Một giả thuyết khác xác nhận rằng bệnh này là do sự phá hủy myelin trong não do lão hóa. Sự mất mát myelin dẫn đến giảm khả năng dẫn truyền trong trục thần kinh (axon), vì thế mất dần các nơ ron già cũ. Quá trình phân hủy myelin thải ra sắt cũng góp phần gây phá hủy thêm thần kinh. Quá trình sửa chữa myelin trong cân bằng nội môi góp phần vào sự tích tụ protein như các protein amyloid beta và tau.
Ứng kích oxy hóa cũng là một nguyên nhân đáng kể trong việc hình thành bệnh.
Các bệnh nhân AD cho thấy 70% bị giảm mất tế bào ở nhân lục (locus coeruleus), nơi sản sinh ra hooc môn norepinephrine (ngoài chức năng là 1 chất truyền đạt thần kinh) thường khuếch tán ở những chỗ giãn mạch như một chất kháng viêm nội sinh trong môi trường xung quanh nơ-ron, tế bào thần kinh đệm và các mạch máu trong các vùng vỏ não mới và hồi hải mã. Các nghiên cứu đã cho thấy rằng norepinephrine kích thích các tế bào thần kinh đệm microglia ở chuột ngăn chặn sự sản xuất các cytokine do tác dụng của Aβ và sự thực bào của Aβ. Điều đó cho thấy sự suy giảm nhân lục có thể là một nguyên nhân gây tăng sự tích tụ Aβ trong não bệnh nhân Alzheimer.

## Sinh lý bệnh

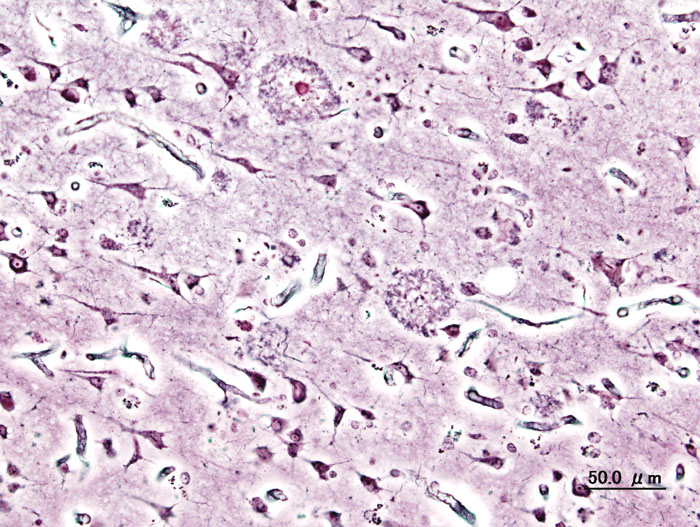
Hình ảnh của mô bệnh học hiển thị mảng vỏ não của một bệnh nhân Alzheimer khi bắt đầu giai đoạn tiền lão hóa. Hình ảnh nhuộm bạc.

### Bệnh học thần kinh
Bệnh Alzheimer đặc trưng bởi việc mất dần nơ ron và xy-náp thần kinh trong vỏ não và một số vùng dưới vỏ não. Sự mất mát này dẫn đến chứng teo vùng bị ảnh hưởng, bao gồm thoái hóa thuỳ thái dương và thùy đỉnh, và một phần của thùy trán và hồi đai.. Các nghiên cứu dựa trên hình ảnh chụp cộng hưởng từ (MRI) và chụp positron cắt lớp (PET) đã cho thấy sự giảm kích cỡ não ở một số vùng nhất định ở bệnh nhân khi họ tiến triển từ suy giảm trí nhớ vừa sang giai đoạn bệnh Alzheimer và khi đem so sánh với hình ảnh của những người già bình thường.
Có thể thấy cả các mảng amyloid (amyloid plaque) và đám rối sợi thần kinh (neurofibrillary tangle) ở hình ảnh hiển vi của não bệnh nhân AD. Các mảng thường dày đặc, đa số là dạng tích tụ không tan được của các peptide amyloid beta và vật chất trong tế bào nằm bên ngoài và bao quanh các nơ-ron. Các đám rối (đám rối sợi thần kinh) là sự tích tụ của các protein tau có liên quan đến vi ống (microtubule) đã bị photphorylate hóa quá nhiều và đọng lại trong các tế bào. Mặc dù có nhiều người già có hình thành các mảng và đám rối do quá trình lão hóa, não của bệnh nhân AD thường có số lượng các mảng và đám rối nhiều hơn ở những vùng não nhất định, ví dụ như thùy thái dương. Thể Lewy (Lewy body) cũng không hiếm gặp ở trong não bệnh nhân AD.

### Sinh hóa

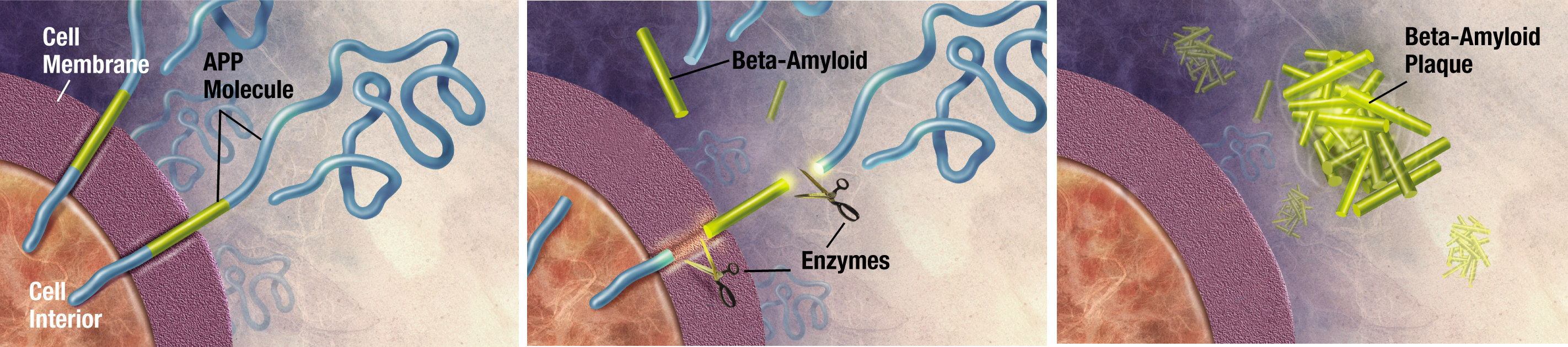
Enzyme tác động lên APP (protein tiền chất của amyloid) và cắt nó ra thành các mảnh. Mảnh amyloid beta đóng vài trò quan trọng trong việc hình thành các mảng lão hóa ở bệnh AD.

Bệnh Alzheimer đã được xác định là một bệnh liên quan đến sự gấp cuộn protein (bệnh về protein), do sự tích tụ các protein amyloid beta và protein tau gấp cuộn sai trong não. Các mảng được tạo thành từ một loại peptide nhỏ, dài từ 39–43 amino acid, gọi là amyloid beta (hay là A-beta hoặc Aβ). Amyloid beta là một đoạn của một loại protein lớn hơn gọi là protein tiền chất của amyloid (APP), một protein xuyên màng (transmembrane protein) nằm xuyên qua màng tế bào của nơ-ron. APP rất quan trọng cho quá trình phát triển, tồn tại và sửa chữa của nơ-ron. Ở bệnh Alzheimer, một quá trình chưa được hiểu rõ làm cho APP bị chia thành các phần nhỏ hơn bởi enzym trong quá trình phân hủy (proteolysis). Một trong các đoạn đó tạo ra các sợi amyloid beta, và tạo nên các cụm tích tụ bên ngoài nơ-ron dưới dạng dày đặc gọi là mảng lão hóa (senile plaques).

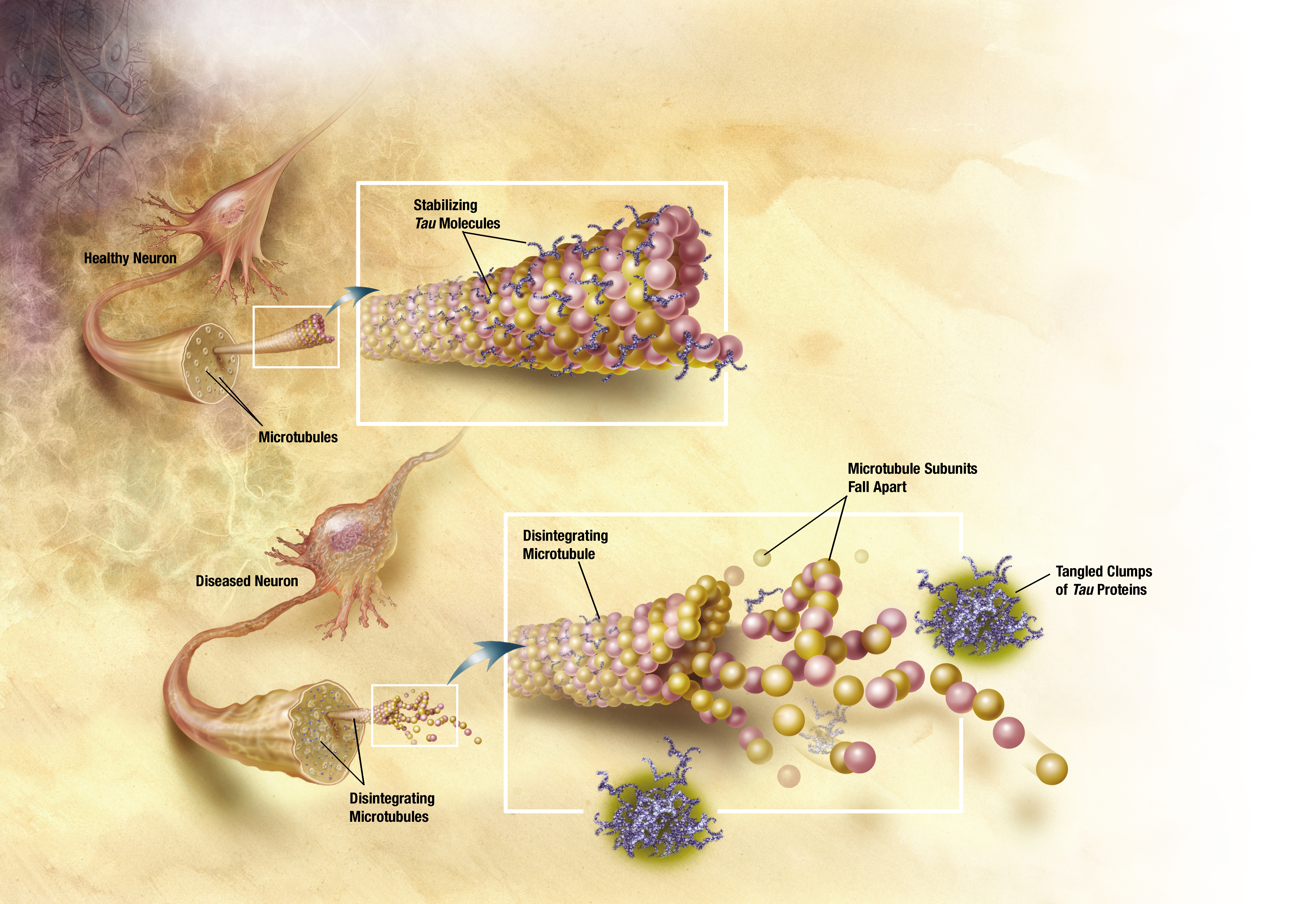
Ở Bệnh Alzheimer, thay đổi cấu trúc protein tau làm tan rã các vi ống trong tế bào não.

AD còn được coi là bệnh do protein tau (tauopathy) do sự tích tụ bất thường của protein tau. Mỗi tế bào nơ-ron đều có một bộ khung xương tế bào, một cấu trúc đỡ bên trong góp phần tạo nên cấu trúc tế bào gọi là vi ống (microtubule). Các vi ống này hoạt động như các loại đường ống dẫn cho các chất dinh dưỡng và phân tử từ thân tế bào đến đầu kia của trục axon và quay ngược trở lại. Một protein gọi là tau giúp ổn định cấu trúc vi ống khi được photphorylate hóa, và vì thế được gọi là protein liên hệ với vi ống. Ở bệnh Alzheimer, tau bị thay đổi về mặt hóa học, trở nên photphorylate hóa quá nhiều; nó bắt cặp với các sợi khác, tạo thành các đám rối sợi thần kinh và làm tan rã hệ thống vận chuyển của nơ-ron.

### Cơ chế bệnh
Người ta vẫn chưa biết chính xác sự biến đổi trong việc sản xuất và tích tụ peptide amyloid beta đến mức độ nào thì gây ra bệnh Alzheimer. Giả thuyết về amyloid chỉ ra sự tích tụ của peptide amyloid beta là sự kiện trọng tâm kích hoạt việc thoái hóa nơ ron. Sự tích tụ của các vi sợi (fibril) amyloid, được coi là dạng có độc tố làm ngăn cản cân bằng ion calci trong tế bào, kích hoạt sự chết tế bào theo chương trình (apoptosis). Đồng thời, Aβ cũng tích tụ nhiều hơn trong ti thể ở tế bào của não bệnh nhân Alzheimer, và nó cũng ức chế chức năng của một số enzym và việc sử dụng glucose trong nơ ron.
Một số quá trình viêm và các cytokine có thể đóng vai trò trong bệnh học của AD. Viêm là dấu hiệu chung của việc hủy hoại mô ở bất cứ bệnh nào, và có thể là quá trình thứ cấp sau khi mô bị hủy hoại hoặc là 1 dấu hiệu của đáp ứng miễn dịch với bệnh.
Sự thay đổi trong việc phân bổ các neurotrophin (chất điều hòa sự sống, phát triển và chức năng của nơ-ron) và trong việc biểu hiện các thụ thể của chúng ví dụ như chất neurotrophin thu được từ não (brain derived neurotrophic factor - BDNF) cũng đã được mô tả trong bệnh Alzheimer.

### Di truyền
Đa số các ca bệnh Alzheimer đều là ngẫu nhiên (sporadic), nghĩa là nhìn chung họ không bị di truyền mặc dù có một số gen là yếu tố nguy cơ của bệnh. Mặt khác, khoảng 0.1% là do di truyền gen trội và thường bắt đầu mắc bệnh trước tuổi 65.
Đa số các dạng bệnh AD di truyền trội là do đột biến của một trong 3 gen: gen protein tiền chất amyloid (APP) và gen của protein presenilin 1 và 2. Đa số các đột biến của gen APP và presenilin làm tăng sự sản xuất một loại protein nhỏ gọi là Aβ42 là thành phần chính của mảng thoái hóa (mảng tích tụ amyloid ngoại bào ở chất xám của não). Một số đột biến chỉ thay đổi tỉ lệ giữa Aβ42 và các dạng Aβ khác, ví dụ như Aβ40, mà không thay đổi mức độ Aβ42. Điều đó cho thấy các đột biến presenilin có thể gây bệnh kể cả khi chúng làm giảm tổng số lượng Aβ và vì thế bệnh có thể do một chức năng khác của presenilin hoặc do việc thay đổi chức năng của APP và các phân đoạn của nó chứ không phải do chính bản thân Aβ.
Đa số các ca Alzheimer không biểu hiện di truyền trội và được gọi là AD ngẫu nhiên. Tuy nhiên một số thay đổi gen có thể là yếu tố nguy cơ. Yếu tố nguy cơ được biết rõ nhất là sự di truyền allele ε4 của gen apolipoprotein E (APOE). Khoảng 40 đến 80% bệnh nhân có ít nhất 1 allele apoE4. Allele APOE4 làm tăng nguy cơ mắc bệnh lên 3 lần ở thể dị hợp và 15 lần ở thể đồng hợp về allele này. Các nhà di truyền học thống nhất rằng có rất nhiều gen khác là yếu tố nguy cơ hoặc có tác dụng ngăn ngừa sự phát triển của bệnh Alzheimer dạng phát bệnh muộn. Có khoảng 400 gen đã được kiểm tra xem có liên quan đến dạng AD ngẫu nhiên - phát bệnh muộn hay không, đa số đều có kết quả là không liên quan.

## Ngăn ngừa

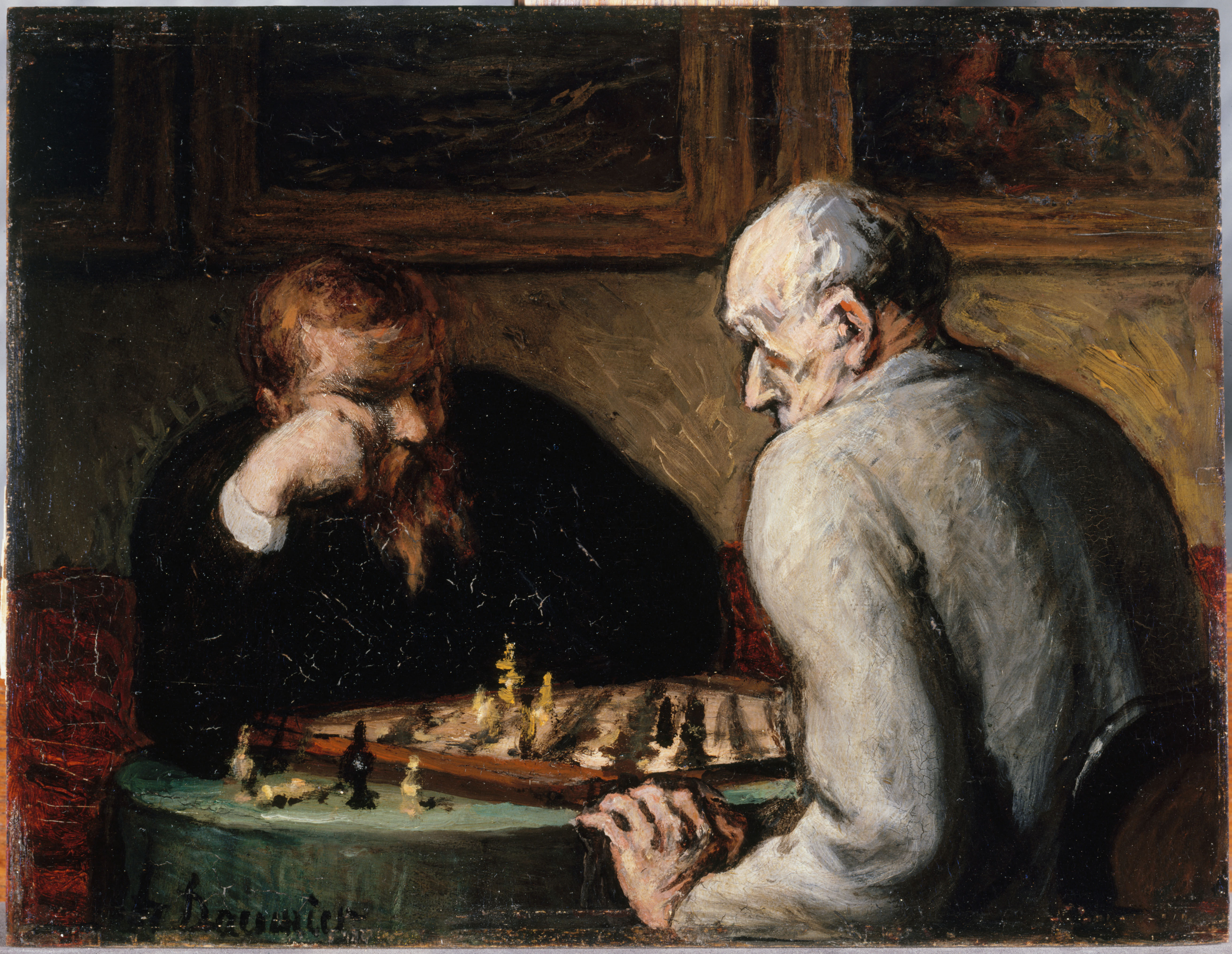
Hoạt động trí tuệ như chơi cờ vua hoặc tương tác xã hội thường xuyên được xem là có liên hệ đến việc giảm nguy cơ AD theo các nghiên cứu dịch tễ, mặc dù không có mối quan hệ nhân quả được tìm thấy.

Vẫn chưa có biện pháp nhất định nào được chứng minh là có hiệu quả trong việc ngăn ngừa bệnh Alzheimer. Các nghiên cứu được thực hiện trên phạm vi toàn cầu về biện pháp ngăn ngừa hoặc trì hoãn bệnh khởi phát thường mang lại những kết quả không nhất quán với nhau. Các nghiên cứu dịch tễ đã đề xuất rằng nguy cơ hình thành Alzheimer có liên hệ với một số yếu tố có thể điều chỉnh được như chế độ ăn uống, nguy cơ mắc các bệnh tim mạch, dược phẩm, hoạt động trí tuệ, v.v. Cần thực hiện thêm nghiên cứu, bao gồm thử nghiệm lâm sàng, để xác định xem các yếu tố này có khả năng giúp ngăn ngừa Alzheimer hay không.

### Thuốc
Các yếu tố nguy cơ liên quan đến bệnh tim mạch, trong đó có tăng cholesterol máu, cao huyết áp, tiểu đường và hút thuốc, có liên hệ với nguy cơ khởi phát bệnh Alzheimer cao hơn cũng như tình trạng bệnh nghiêm trọng hơn. Thuốc điều trị cao huyết áp có thể làm giảm nguy cơ. Một nghiên cứu đã cho thấy việc sử dụng các thuốc statin, có tác dụng làm giảm cholesterol, có thể có lợi với người mắc Alzheimer và các bệnh mất trí khác trừ mất trí não mạch. Liệu pháp hormone thay thế ở phụ nữ mãn kinh có thể làm tăng nguy cơ mất trí.

### Lối sống
Các bằng chứng cho thấy giáo dục bậc cao, thành tựu sự nghiệp và việc tham gia các hoạt động giải trí có liên hệ với việc giảm thiểu nguy cơ mắc Alzheimer, hoặc trì hoãn sự khởi phát của bệnh. Điều này phù hợp với giả thuyết dự trữ nhận thức, theo đó một số trải nghiệm nhất định trong cuộc sống sẽ tăng cường chức năng thần kinh và cung cấp một dự trữ nhận thức có khả năng trì hoãn các bệnh mất trí. Giáo dục trì hoãn bệnh khởi phát nhưng không làm thay đổi thời gian mắc bệnh. Việc học một ngôn ngữ thứ hai ngay cả khi đã trưởng thành dường như làm chậm sự khởi phát của bệnh.
Việc tập thể dục có liên hệ với nguy cơ mất trí thấp hơn. Thể dục cũng có hiệu quả trong việc giảm nhẹ mức độ nghiêm trọng của các triệu chứng ở những người mắc Alzheimer.

### Chế độ ăn uống
Chế độ ăn uống được xem là một yếu tố nguy cơ mắc bệnh mất trí có thể điều chỉnh. Các chế độ ăn Địa Trung Hải và DASH đều có mối liên hệ với việc giảm thiểu suy giảm nhận thức. Một cách tiếp cận khác là tích hợp các yếu tố của hai chế độ ăn này thành chế độ ăn MIND. Các chế độ ăn này thường chứa ít chất béo bão hòa và cung cấp carbohydrat có lợi, chủ yếu là các carbohydrat có thể giúp làm ổn định lượng đường và insulin trong máu. Những người có chế độ ăn chứa nhiều chất béo bão hòa và carbohydrat đơn giản (mono- và disaccharide) có nguy cơ mắc Alzheimer cao hơn.
Tình trạng đường huyết cao kéo dài và không được kiểm soát có thể làm tổn thương các dây thần kinh và gây vấn đề về trí nhớ. Các chế độ ăn được đề xuất là có khả năng làm giảm nguy cơ mất trí thường khuyến khích bổ sung acid béo không bão hòa, chất chống oxy hóa, flavonoid, vitamin E, vitamin C, vitamin B và vitamin D.
Chế độ ăn MIND có thể có tác dụng nhưng cần được nghiên cứu thêm. Dường như chế độ ăn Địa Trung Hải có hiệu quả hơn chế độ ăn DASH trong việc ngăn ngừa Alzheimer nhưng chưa tìm thấy bằng chứng nhất quán nào về tác dụng của chúng với mất trí nói chúng. Tác dụng của dầu ô liu cần được nghiên cứu thêm bởi đây có thể là một trong những thành phần quan trọng nhất giúp giảm thiểu nguy cơ suy giảm nhận thức và mất trí.
Ở những người mắc bệnh celiac hoặc nhạy cảm với gluten không do bệnh celiac, chế độ ăn hoàn toàn không có gluten có thể giảm nhẹ các triệu chứng suy giảm nhận thức nhẹ. Chưa có bằng chứng nào chứng minh tác dụng của chế độ ăn không gluten khi tình trạng mất trí đã trở nặng.
Chưa có nhiều bằng chứng chứng minh việc tiêu thụ đồ uống có cồn, đặc biệt là rượu vang đỏ, ở mức độ ít hoặc vừa phải có làm giảm nguy cơ mắc Alzheimer hay không. Đã có một số bằng chứng bước đầu cho thấy caffeine có thể ngăn ngừa bệnh. Một số thực phẩm giàu flavonoid như cocoa, rượu vang đỏ và trà có thể có khả năng giảm thiểu nguy cơ mắc Alzheimer. Một số nghiên cứu đã được thực hiện về vai trò của một số khoáng chất như seleni, kẽm và đồng. Thực phẩm chức năng bổ sung acid béo Omega 3 chiết xuất từ thực vật và cá cũng như acid docosahexaenoic (DHA) dường như không có lợi ích gì với người mắc Alzheimer ở mức độ nhẹ hoặc trung bình.
Tính đến năm 2010, curcumin không cho thấy tác dụng gì ở người mặc dù các bằng chứng bước đầu cho thấy tác dụng của nó trên động vật. Ngày càng có nhiều bằng chứng về khả năng bảo vệ hệ thần kinh của việc sử dụng cannabinoid ở người mắc Alzheimer và các rối loạn thoái hóa thần kinh khác. Tuy nhiên, cần phải thực hiện thêm nghiên cứu quần thể để xác định tác dụng của nó ở ngoài phạm vi các thí nghiệm.

## Kiểm soát
Alzheimer không có thuốc chữa; các biện pháp điều trị hiện tại chỉ mang lại lợi ích không đáng kể trong việc cải thiện triệu chứng và vẫn mang tính giảm nhẹ. Chúng có thể được chia thành ba loại: thuốc, can thiệp tâm lý xã hội và chăm sóc.

### Thuốc

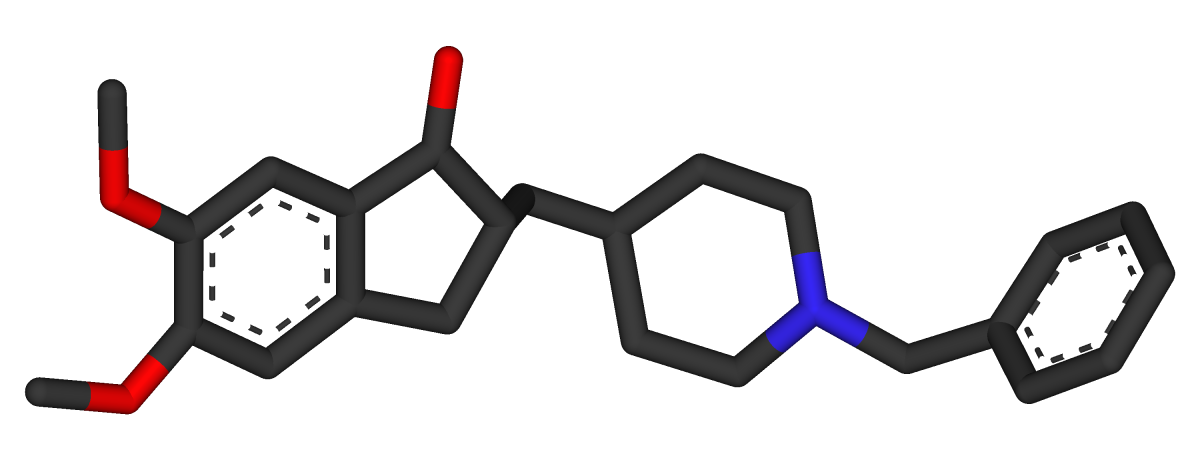
Mô hình phân tử ba chiều của donepezil, một loại thuốc ức chế Acetylcholinesterase được dùng để điều trị các triệu chứng của Alzheimer

Cấu trúc phân tử của memantine, một loại thuốc được phê duyệt để điều trị các triệu chứng nặng của Alzheimer

Các thuốc được dùng để điều trị những vấn đề nhận thức do Alzheimer gây ra bao gồm: 4 loại thuốc ức chế Acetylcholinesterase (tacrine, rivastigmine, galantamine và donepezil) và memantine, một chất đối kháng thụ thể NMDA. Lợi ích mà chúng mang lại không đáng kể. Chưa có thuốc nào cho thấy khả năng trì hoãn hoặc ngăn chặn sự phát triển của bệnh.
Sự suy giảm hoạt động của các nơron tác động kiểu choline là một đặc điểm được biết đến từ lâu của Alzheimer. Thuốc ức chế Acetylcholinesterase có tác dụng giảm tốc độ phân rã acetylcholine (ACh), từ đó gia tăng nồng độ ACh trong não bộ và chống lại tình trạng thiếu hụt ACh sau khi các nơron tác động kiểu choline bị chết. Đã có bằng chứng chứng minh tác dụng của các thuốc này đối với Alzheimer giai đoạn nhẹ và tương đối nặng, cũng như một số bằng chứng ủng hộ việc sử dụng chúng khi bệnh ở giai đoạn nặng. Ở người bị suy giảm nhận thức nhẹ, các thuốc này không cho thấy tác dụng gì trong việc làm chậm sự khởi phát của Alzheimer. Tác dụng phụ phổ biến nhất của thuốc là buồn nôn và nôn mửa, đều có liên hệ với nồng độ acetylcholine quá cao. Các tác dụng phụ này xuất hiện ở khoảng 10–20% người sử dụng, có mức độ nghiêm trọng từ nhẹ đến vừa phải, và có thể được kiểm soát bằng cách điều chỉnh lượng thuốc. Các tác dụng phụ ít phổ biến hơn bao gồm chuột rút, giảm nhịp tim, chán ăn, sút cân và tăng tiết dịch vị.
Khi não bộ có quá nhiều glutamate–một chất truyền dẫn mang tính kích thích trong hệ thần kinh, các tế bào có thể chết do một quá trình có tên là nhiễm độc kích thích xảy ra khi các thụ thể glutamate bị kích thích quá mức. Nhiễm độc kích thích không chỉ xảy ra ở Alzheimer mà còn ở các bệnh thần kinh khác như Parkinson và đa xơ cứng. Memantine là một chất đối kháng thụ thể NMDA không cạnh tranh ban đầu được sử dụng để chống cúm. Nó có khả năng chặn các thụ thể NMDA và ngăn không cho chúng bị glutamate kích thích quá mức. Memantine đã cho thấy là có tác dụng không đáng kể trong việc điều trị Alzheimer giai đoạn vừa phải và nặng. Các tác dụng phụ đã được ghi nhận của memantine–bao gồm ảo giác, bối rối, chóng mặt, đau đầu và mệt mỏi–xuất hiện một cách không thường xuyên và ở mức độ nhẹ. Việc sử dụng kết hợp memantine và donepezil đã cho thấy là mang lại lợi ích "có ý nghĩa về mặt thống kê nhưng lại không đáng kể về mặt lâm sàng".
Một tinh chất được chiết xuất từ cây bạch quả có tên là EGb 761 đã và đang được sử dụng rộng rãi để điều trị Alzheimer và các rối loạn thần kinh khác. Nó được phê duyệt sử dụng trên khắp châu Âu. Theo Liên đoàn Thần kinh Sinh học Thế giới, bằng chứng chứng minh hiệu quả của EGb 761 có sức thuyết phục ở mức B, tương đương với các thuốc ức chế acetylcholinesterase và mementine. EGb 761 là chất duy nhất cho thấy khả năng cải thiện các triệu chứng ở cả Alzheimer và sa sút trí tuệ não mạch. EGb 761 đã được chứng minh là đóng vai trò quan trọng dù được sử dụng độc lập hay mang tính bổ trợ khi các liệu pháp khác không hiệu quả. EGb 761 được xem là có khả năng bảo vệ hệ thần kinh; nó là một chất ức chế gốc tự do, cải thiện chức năng của ty thể, cũng như điều hòa chỉ số serotonin và dopamine. Nhiều nghiên cứu về tác dụng của nó ở những trường hợp mất trí từ nhẹ đến tương đối nặng đã cho thấy nó cải thiện đáng kể chức năng nhận thức, sinh hoạt hàng ngày và các triệu chứng thần kinh. Tuy vậy, nó chưa cho thấy khả năng ngăn chặn tình trạng mất trí phát triển.
Thuốc chống loạn thần không điển hình có tác dụng tương đối trong việc giảm thiểu sự hung hãn và tình trạng loạn thần ở người mắc Alzheimer, nhưng lợi ích của nó lại đi kèm với những tác dụng phụ nghiêm trọng như tai biến mạch máu não, đi lại khó khăn hoặc suy giảm nhận thức. Khi được sử dụng lâu dài, chúng đã cho thấy là góp phần làm tăng nguy cơ tử vong.

### Can thiệp tâm lý xã hội
Các biện pháp can thiệp tâm lý xã hội đóng vai trò bổ trợ cho việc điều trị bằng thuốc và có thể được phân loại thành các phương pháp mang tính hành vi, cảm xúc, nhận thức hoặc kích thích. Nghiên cứu về tác dụng của chúng còn hạn chế và hiếm khi được tiến hành riêng với Alzheimer mà thay vào đó tập trung vào chứng mất trí nói chung.
Các biện pháp can thiệp hành vi có mục đích xác định tiền đề và giảm thiểu hậu quả của các vấn đề về hành vi. Phương pháp này chưa đạt được thành công trong việc cải thiện chức năng nói chung của người bệnh, nhưng có thể giúp làm giảm một số hành vi cụ thể như tiểu tiện không tự chủ. Chưa có số liệu chất lượng nào về tác dụng của các kỹ thuật này đối với những vấn đề hành vi khác như đi lang thang. Liệu pháp âm nhạc cũng có tác dụng trong việc giảm thiểu các triệu chứng về hành vi và tâm lý.
Các biện pháp can thiệp mang tính cảm xúc bao gồm liệu pháp hồi tưởng, liệu pháp xác nhận, trị liệu tâm lý hỗ trợ, liệu pháp tích hợp giác quan (còn được gọi là snoezelen), và liệu pháp mô phỏng hiện diện. Gần như chưa có nghiên cứu chính thức nào được tiến hành về tác dụng của trị liệu tâm lý hỗ trợ, nhưng một số bác sĩ đã đánh giá việc này có khả năng giúp người bị suy giảm nhận thức nhẹ thích nghi với bệnh. Liệu pháp hồi tưởng (RT) bao gồm việc thảo luận với người bệnh về những trải nghiệm trong quá khứ lặp đi lặp lại nhiều lần với sự hỗ trợ của ảnh chụp, vật dụng trong nhà, bản ghi âm các bài hát hoặc âm thanh, hoặc những đồ vật khác từng quen thuộc với họ. Năm 2018, một nghiên cứu đánh giá hiệu quả của RT cho thấy tác dụng của liệu pháp này không ổn định, không mang ý nghĩa lâm sàng rõ ràng, và không nhất quán giữa những bối cảnh khác nhau. Liệu pháp mô phỏng hiện diện (SPT) được dựa trên thuyết gắn bó và bao gồm việc bật cho bệnh nhân Alzheimer nghe một đoạn ghi âm giọng nói của những người thân nhất với họ. Đã có bằng chứng chứng minh một phần nào đó là SPT có thể giảm thiểu các hành vi thách thức. Cuối cùng, liệu pháp xác nhận bao gồm việc giúp người bệnh chấp nhận thực tại và sự thật dựa trên những trải nghiệm của người khác, còn liệu pháp tích hợp giác quan thì bao gồm những bài tập kích thích các giác quan. Chưa có bằng chứng nào chứng minh tác dụng của các liệu pháp này. Một nghiên cứu của Cochrane không tìm thấy bằng chứng nào chứng minh tác dụng của snoezelen.
Các biện pháp mang tính nhận thức–bao gồm định hướng thực tại và phục hồi nhận thức–có mục đích giảm thiểu sự thiếu hụt nhận thức. Định hướng thực tại bao gồm việc cung cấp cho người bệnh những thông tin về thời gian, địa điểm hoặc con người nhằm hỗ trợ họ nhận thức được môi trường xung quanh và trạng thái của mình trong môi trường đó. Trong khi đó, phục hồi nhận thức thì cố gắng cải thiện các chức năng bị suy giảm của người bệnh bằng cách rèn luyện các kỹ năng tinh thần. Cả hai kỹ thuật này đều đã cho thấy những tác dụng nhất định trong việc cải thiện khả năng nhận thức, tuy nhiên một số nghiên cứu cho thấy tác dụng đó rất ngắn ngủi, đồng thời ghi nhận những tác động tiêu cực như sự bực bội.
Các biện pháp mang tính kích thích bao gồm liệu pháp nghệ thuật, liệu pháp âm nhạc, liệu pháp thú cưng, vận động cơ thể, cũng như bất kỳ hoạt động giải trí nào khác. Chúng có khả năng góp phần cải thiện hành vi, tâm trạng và (ở mức độ thấp hơn) chức năng. Tuy vậy, dù vai trò của những hiệu ứng này là quan trọng nhưng mục đích chính của việc sử dụng các liệu pháp kích thích vẫn là nhằm thay đổi thói quen sinh hoạt của người bệnh.

### Chăm sóc
Do Alzheimer không có thuốc chữa và người bệnh dần mất đi khả năng tự đáp ứng các nhu cầu của bản thân, việc chăm sóc người bệnh về bản chất chính là một biện pháp điều trị và cần được thực hiện một cách cẩn trọng trong suốt quá trình phát triển của bệnh.
Trong các giai đoạn đầu và giữa của bệnh, việc điều chỉnh môi trường và lối sống có thể cải thiện sự an toàn của bệnh nhân và giảm thiểu gánh nặng cho người chăm sóc. Những sự điều chỉnh này có thể là tuân thủ một lịch trình sinh hoạt được đơn giản hóa, sử dụng khóa an toàn, gắn nhãn lên các vật dụng trong nhà, hoặc thiết kế lại các đồ dùng hàng ngày cho phù hợp với nhu cầu của người bệnh. Nếu việc ăn uống trở nên khó khăn, thức ăn có thể phải được cắt nhỏ hơn hoặc thậm chí là nghiền ra. Nếu người bệnh không nuốt được thức ăn thì có thể phải sử dụng dây cho ăn. Trong trường hợp đó, người chăm sóc và gia đình của bệnh nhân cần xem xét tính hiệu quả và nhân đạo của việc tiếp tục cho bệnh nhân ăn. Bệnh nhân hiếm khi cần phải bị trói lại, tuy nhiên vẫn có những tình huống mà điều đó là cần thiết nhằm tránh thương tổn cho bệnh nhân hoặc người chăm sóc họ.
Khi bệnh trở nặng, nhiều vấn đề y tế khác nhau có thể xuất hiện, như bệnh răng miệng, loét điểm tỳ, suy dinh dưỡng, vệ sinh kém, cũng như nhiễm trùng hô hấp, da hoặc mắt. Có thể ngăn ngừa chúng bằng cách kiểm soát sát sao tình trạng của người bệnh, và nếu chúng xảy ra thì người bệnh cần phải được điều trị một cách chuyên nghiệp. Trong các giai đoạn cuối của bệnh, việc điều trị chủ yếu mang mục đích giảm nhẹ đau đớn cho người bệnh cho đến khi họ chết, và thường cần đến sự hỗ trợ của nhà an dưỡng.

## Tiên lượng

Số năm sống được điều chỉnh theo mức độ bệnh tật ở người mắc Alzheimer và các bệnh mất trí khác trên mỗi 100.000 dân vào năm 2004.
Không có số liệu
≤ 50
50–70
70–90
90–110
110–130
130–150
150–170
170–190
190–210
210–230
230–250
≥ 250

Alzheimer khó chẩn đoán ở các giai đoạn đầu. Người bệnh thường được chẩn đoán một cách chắc chắn là mắc bệnh khi sự suy giảm nhận thức bắt đầu gây khó khăn cho sinh hoạt hàng ngày của họ, mặc dù có thể lúc này người bệnh vẫn đang sống độc lập. Các triệu chứng sẽ phát triển từ những vấn đề nhận thức không quá nghiêm trọng như mất trí nhớ sang những mức độ rối loạn nhận thức và phi nhận thức ngày càng gia tăng, khiến người bệnh mất đi khả năng sống độc lập, đặc biệt là ở các giai đoạn cuối của bệnh.
Người mắc Alzheimer sẽ bị giảm tuổi thọ. Sau khi được chẩn đoán, người bệnh thường sống thêm được từ 3 đến 10 năm.
Ít hơn 3% người bệnh sống thêm được trên 14 năm. Khả năng sống sót của người bệnh giảm đi rất nhiều nếu họ bị suy giảm nhận thức nghiêm trọng, có chức năng cơ thể ở mức thấp, bị ngã nhiều lần, cũng như cho thấy những rối loạn khi được kiểm tra thần kinh. Các bệnh lý đồng diễn như bệnh tim mạch hay tiểu đường cũng như tiền sử lạm dụng rượu cũng góp phần làm giảm khả năng sống sót. Bệnh khởi phát càng sớm thì người bệnh càng sống thêm được nhiều năm, tuy nhiên những người bệnh trẻ tuổi vẫn có tuổi thọ thấp hơn nhiều so với người khỏe mạnh cùng độ tuổi. Tiên lượng của nam giới ít khả quan hơn nữ giới.
Viêm phổi và mất nước là những nguyên nhân tử vong phổ biến nhất do Alzheimer gây ra, trong khi đó tỷ lệ bệnh nhân Alzheimer tử vong vì ung thư thấp hơn so với toàn bộ dân số.

## Dịch tễ học
| Tuổi  | Số ca nhiễm bệnh trong 1000 người/năm |
| ----- | ------------------------------------- |
| 65–69 | 3                                     |
| 70–74 | 6                                     |
| 75–79 | 9                                     |
| 80–84 | 23                                    |
| 85–89 | 40                                    |
| 90–   | 69                                    |

Phân bố số người mắc bệnh Alzheimer và các chứng mất trí nhớ khác tính theo mẫu mỗi 100,000 người vào năm 2002.
no data
≤ 50
50-70
70-90
90-110
110-130
130-150
150-170
170-190
190-210
210-230
230-250
≥ 250

Hai biện pháp chính được sử dụng trong nghiên cứu dịch tễ học: tỷ lệ mắc và tỷ lệ nhiễm. Tỷ lệ mắc là số trường hợp người có nguy cơ nhiễm bệnh mới trên một đơn vị thời gian (thường đơn vị xét trong 1000 người trong 1 năm), trong khi tỷ lệ nhiễm là tổng số các trường hợp mắc bệnh ở bất kỳ thời điểm nào.
Về tỷ lệ mắc, nghiên cứu theo chiều dọc (các nghiên cứu mà một dân số nhiễm bệnh được theo sau trong những năm qua) cung cấp tỉ lệ từ 10 đến 15 người trong 1000 người trong 1 năm, có nghĩa là một nửa số trường hợp mất trí mới phát hiện mỗi năm là mắc bệnh Alzheimer. Tiến độ tuổi là một yếu tố nguy cơ chính cho tỷ lệ mắc bệnh: mỗi 5 năm sau tuổi 65, các nguy cơ nhiễm bệnh khoảng gấp đôi, tăng từ 3 đến 69 người trong 1000 trong 1 năm. Ngoài ra còn có sự khác biệt giới tính ở các mức tỷ lệ, phụ nữ có nguy cơ phát triển AD cao hơn nam.
Tổ chức Y tế Thế giới ước tính rằng trong năm 2005, 0,379% người trên thế giới mắc bệnh, và tỷ lệ sẽ tăng lên 0,441% vào năm 2015 và 0,556% vào năm 2030. Các nghiên cứu khác cũng cho kết luận tương tự.

## Phương diện xã hội và văn hóa

### Tổn thất cho xã hội
Mất trí nói chung và Alzheimer nói riêng có thể được xem là một trong những căn bệnh gây tổn thất lớn nhất cho xã hội ở châu Âu và Hoa Kỳ, còn tổn thất ở các quốc gia khác như Argentina và Hàn Quốc cũng ở mức cao và có chiều hướng gia tăng. Những tổn thất này được dự đoán là sẽ tăng lên cùng với sự già đi của dân số, từ đó trở thành một vấn đề xã hội nghiêm trọng. Những tổn thất do Alzheimer gây ra bao gồm chi phí y tế trực tiếp như viện dưỡng lão, chi phí trực tiếp không mang tính y tế như dịch vụ chăm sóc tại nhà in-home, cũng như chi phí gián tiếp như sự giảm sút năng suất lao động ở cả bệnh nhân lẫn người chăm sóc. Số liệu có thể khác nhau tùy ở từng nghiên cứu nhưng bệnh mất trí đã được tính toán là tiêu tốn khoảng 160 tỉ đô la trên toàn thế giới, còn tổn thất do Alzheimer gây ra ở Hoa Kỳ có thể lên đến 100 tỉ đô la Mỹ mỗi năm.
Tổn thất xã hội lớn nhất, chiếm 2/3 trên tổng số, là chi phí cho việc chăm sóc lâu dài bởi các nhân viên ý tế, đặc biệt là khi bệnh nhân cần phải nhập viện. Ngay cả khi bệnh nhân được điều trị tại nhà thì tổn thất vẫn rất cao, nhất là khi tính đến những chi phí không chính thức như thời gian và sự mất thu nhập của người châm sóc.
Tổn thất do mất trí gây ra tỷ lệ thuận với mức độ nghiêm trọng của bệnh cũng như tùy thuộc vào việc những rối loạn trong hành vi có xuất hiện hay không, đồng thời quyết định người chăm sóc phải dành bao nhiêu thời gian cho bệnh nhân. Do đó, bất cứ biện pháp điều trị nào làm chậm quá trình suy giảm nhận thức, trì hoãn việc nhập viện hay giảm thiểu thời gian chăm sóc sẽ mang lại lợi ích kinh tế. Các biện pháp điều trị hiện tại đã cho thấy là có thể mang lại lợi ích kinh tế khả quan.

### Gánh nặng chăm sóc
Vai trò chăm sóc chính cho người mất trí thường do vợ chồng hoặc người thân của họ đảm nhận. Alzheimer được biết đến là một căn bệnh gây gánh nặng lớn lên những người chăm sóc trên các phương diện xã hội, tâm lý, thể chất và kinh tế. Người bệnh và gia đình họ thường lựa chọn phương án chăm sóc tại nhà. Phương án này cũng trì hoãn hoặc loại bỏ việc bệnh nhân phải được chăm sóc chuyên nghiệp một cách tốn kém. Tuy vậy, hai phần ba số người sống tại các viện dưỡng lão mắc bệnh mất trí.
Những người chăm sóc cho bệnh nhân mất trí chịu nguy cơ mắc các rối loạn thể chất và tinh thần cao. Người chăm sóc có khả năng gặp phải những vấn đề về tâm lý cao hơn khi sống cùng người bệnh, là vợ hoặc chồng của người bệnh, cũng như khi người bệnh có những hành vi đòi hỏi nhiều sự chăm sóc như trầm cảm, rối loạn hành vi, gặp ảo giác, rối loạn giấc ngủ, khó khăn trong đi lại và cách ly xã hội. Trên phương diện kinh tế, người chăm sóc thường phải hi sinh thời gian làm việc để dành trung bình 47 giờ mỗi tuần bên cạnh người mắc Alzheimer, trong khi chi phí chăm sóc cho bệnh nhân cũng cao. Tổn thất trực tiếp và gián tiếp trung bình của việc chăm sóc cho người mắc Alzheimer ở Hoa Kỳ rơi vào khoảng từ 18.000 đến 77.500 đô la Mỹ mỗi năm, tùy theo nghiên cứu.
Liệu pháp hành vi nhận thức và việc giáo dục các cách đối phó, dù cá nhân hay theo nhóm, đã cho thấy là có tác dụng cải thiện sức khỏe tâm lý của người chăm sóc.